# Sanctuary (岡村孝子のアルバム)
『Sanctuary』（サンクチュアリー）は、岡村孝子通算14枚目のオリジナルアルバム。2005年3月23日発売。発売元はBMG JAPAN。

## 解説
1月26日、岡村45歳の誕生日直前に発表された通算30枚目の記念シングル「春色のメロディー」のほか、29枚目の前シングル「心のフレーム」（2004年8月25日）とそのカップリング曲「希望の朝」をアルバム・ミックスで収録したオリジナル作品。CD帯記載のコピーは「今をひたむきに生きる女性たちに贈る〜」とあるが、実際は男女不問の日常を歌った楽曲も収録されている。
前出「春色のメロディー」の初回生産盤と、本アルバム初回生産盤のダブル購入者へ向けた連動特典があった。内容は、水彩画家内田新哉の挿絵付きエッセイ集が応募者全員に送付されてくる、というもの。なお、そのブックレットには岡村本人によるアルバム『Sanctuary』の全曲解説も掲載されている。
同年夏からアルバムに連動したコンサート・ツアーが行われた。2005年5月28日・渋谷公会堂（当時）の模様はNHK BS2にて放送された。また、同ライヴはテレビ放送とは別編集で、2005年11月23日に『Encore VI OKAMURA TAKAKO CONCERT TOUR 2005 Sanctuary』のタイトルでDVDソフト化もされている。その際、ソロ・デビュー20周年を記念したベスト・アルバム『TOY BOX』も同時に発売された。

## 収録曲
作詞・作曲:岡村孝子
編曲:萩田光雄
1. 青い月（4:49）
2. 雨のクラクション（5:19）
3. 一日（4:56）
4. looking for dream（4:39）
5. プラネタリウム（5:11）
6. 希望の朝（Album Mix）（4:55）
  - 29枚目のシングル「心のフレーム」のカップリング曲。
7. 心のフレーム（Album Mix）（4:38）
  - 29枚目のシングル、日本テレビ系『素顔が一番!』テーマ・ソング。
8. Lady（4:50）
  - 過去に発表した楽曲に関連、「Lady Lady」というタイトルにする構想があった[2]。
9. 春色のメロディー（Album Mix）（5:05）
  - 30枚目のシングル、アニメーション映画『雲の学校』主題歌。
10. 祈り（5:17）
  - デュオ「あみん」再活動後初のツアーでもソロ・コーナーで披露された[3]。

## 関連作品
- 青い月
  - After Tone V
- 一日
  - After Tone V
- プラネタリウム
  - After Tone V
- 心のフレーム
  - TOY BOX
- 春色のメロディー
  - TOY BOX
  - After Tone V
- 祈り
  - After Tone V